# 펜실베이니아 독일어
펜실베이니아 독일어(Pennsilfaani-Deitsch; 영어: Pennsylvania German) 또는 펜실베이니아 네덜란드어(펜실베이니아 독일어: Deitsch, Pennsilfaanisch-Deitsch  또는 Pennsilfaanisch; 영어: Pennsylvania Dutch)는 펜실베이니아주에서 17,18세기에 주로 남부 독일과 프랑스 동부, 스위스 등지에서 온 이민자 후손들이 쓰는 언어이다. 북미 지역에서 약 25만명 가량이 사용한다. 펜실베이니아 독일어의 원형을 가장 잘 보존하고 있는 집단이 아미시이기 때문에 영어의 펜실베이니아 더치(Pennsylvania Dutch)란 단어는 자주 아미시와 연관되는 뉘앙스가 있으나, 펜실베니아 독일어를 쓰는 사람들이 모두 아미시인 것은 아니다.
영어로 이 언어를 가리키는 'Pennsylvania Dutch'는 현대 영어에서 네덜란드어를 가리키는 Dutch와 철자는 같지만 지금 뜻이 아니라 예전에 유럽 대륙의 서부 게르만어를 두루 가리켰던 명칭이다.
펜실베이니아 독일어 사용자들은 주로 미국 펜실베이니아주, 오하이오주, 인디애나주, 캐나다 온타리오주에 모여 거주하고 있다. 또한 대대로 다른 여러 지역에서도 펜실베이니아 독일어 사용자들이 있었으나, 점점 소멸하였다. 20세기 들어 도시지역에서는 펜실베이니아 독일어를 일상 언어로 사용하는 사람이 거의 없어졌지만, 시골지역에서는 2차 세계대전까지도 계속 이 언어를 말하는 사람들이 있었다. 그러나 제2차 세계 대전 이후에는 시골 지역에서도 급격히 쇠퇴하기 시작하여 오늘날 펜실베이니아 독일어를 일상 언어로 쓰는 대표적인 집단은 종교적 이유로 비교적 영어의 영향을 덜 받았던 아미시와 메노나이트 둘 뿐이다.

## 문법
| 영어 기반 펜실베이니아 독일어             | 독어 기반 펜실베이니아 독일어               | 현대 표준 독일어                           |
| Unsah Faddah im Himmel,                   | Unser Fadder im Himmel,                     | Vater unser im Himmel,                     |
| dei nohma loss heilich sei,               | dei Naame loss heilich sei,                 | geheiligt werde dein Name,                 |
| Dei Reich loss kumma.                     | Dei Reich loss kumme.                       | Dein Reich komme.                          |
| Dei villa loss gedu sei,                  | Dei Wille loss gedu sei,                    | Dein Wille geschehe,                       |
| uf di eaht vi im Himmel.                  | uff die Erd wie im Himmel.                  | wie im Himmel, so auf Erden.               |
| Unsah tayklich broht gebb uns heit,       | Unser deeglich Brot gebb uns heit,          | Unser tägliches Brot gib uns heute,        |
| Un fagebb unsah shulda,                   | Un vergebb unser Schulde,                   | Und vergib uns unsere Schuld,              |
| vi miah dee fagevva vo uns shuldich sinn. | wie mir die vergewwe wu uns schuldich sinn. | wie auch wir vergeben unseren Schuldigern. |
| Un fiah uns naett in di fasuchung,        | Un fiehr uns net in die Versuchung,         | Und führe uns nicht in Versuchung,         |
| avvah hald uns fu'm eevila.               | awwer hald uns vum Iewile.                  | sondern erlöse uns von dem Bösen.          |
| Fa dei is es Reich, di graft,             | Fer dei is es Reich, die Graft,             | Denn Dein ist das Reich, und die Kraft     |
| un di hallichkeit in ayvichkeit.          | un die Hallichkeit in Ewichkeit.            | und die Herrlichkeit in Ewigkeit.          |
| Amen.                                     | Amen.                                       | Amen.                                      |

## 같이 보기
- 펜실베이니아 독일인